# Kuti (Bileća, BiH)
Kuti su naseljeno mjesto u općini Bileća, Republika Srpska, Bosna i Hercegovina.

## Zemljopis
Naselje je smješteno na jugoistoku Dabarskoga polja. U tom je dijelu polja i Kutski ponor. Kako bi se što više energetski iskoristila voda na istočnom dijelu sliva Neretve, kroz izgradnju Gornjih horizonata (HE Nevesinje, HE Dabar i HE Bileća), planira se izravno odvesti voda iz područja Nevesinjskog, Dabarskog i Fatničkog polja u akumulaciju Bilećko jezero te dalje do HE Dubrovnik. To se već događa jer je izgrađen tunel dužine 3,222 metara i promjera 5,6 metara od Kutskog ponora do Fatničkoga polja.

## Stanovništvo

### Popisi 1971. – 1991.
| Kuti          |              |              |               |
| godina popisa | 1991.        | 1981.        | 1971.         |
| Srbi          | 60 (98,36 %) | 94 (100,0 %) | 125 (100,0 %) |
| ostali        | 1 (1,639 %)  | 0            | 0             |
| ukupno        | 61           | 94           | 125           |

### Popis 2013.
| Kuti          |              |
| godina popisa | 2013.        |
| Srbi          | 23 (100,0 %) |
| ukupno        | 23           |

## Vanjske poveznice
- Službene mrežne stranice općine Bileća